# Sid Wilson
Sidney George Wilson (n. 20 ianuarie 1977, Des Moines, Iowa, SUA), de asemenea cunoscut sub numele de TheDJ, DJ Starscream, # 0 (sau 0), este un DJ, rapper și pianist american, cel mai cunoscut sub numele de „turntablistul” premiului Grammy trupa Slipknot. Wilson a fost cel mai tânăr membru al trupei, până când basistul Alessandro Venturella și bateristul Jay Weinberg, care s-au născut în 1978 și respectiv 1990, s-au alăturat trupei.